# Lago di Velence

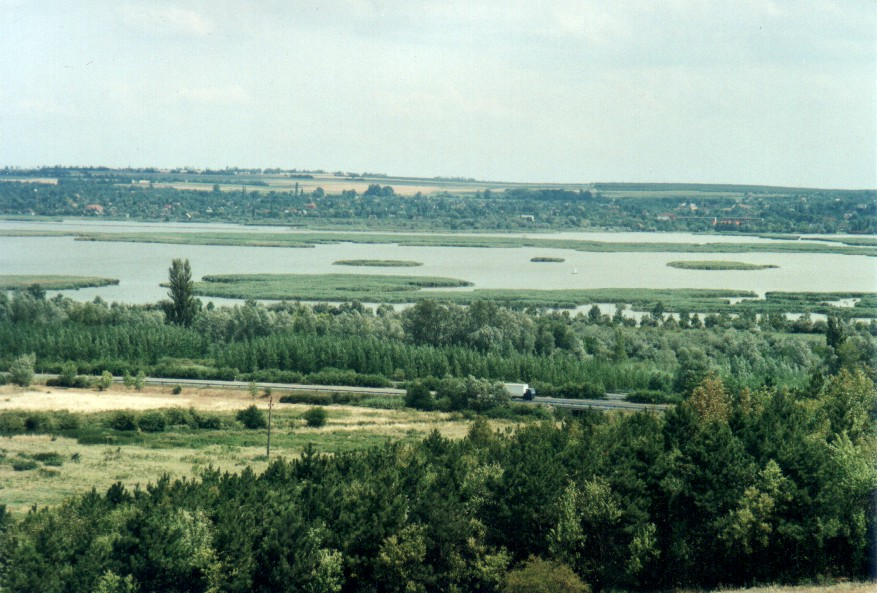
Vista del lago di Velence

Il lago di Velence (in ungherese significa "Venezia") si trova in Ungheria a circa 50 km a sud-ovest di Budapest. Con i suoi 26 km² di superficie è il quarto lago ungherese (il terzo fra quelli naturali). Il lago per la sua vicinanza con Budapest è una frequentata località di vacanze.

## Geografia
Il lago di Velence si trova nella regione del Transdanubio, ai piedi delle montagne di Velence (352 m Meleg Hegy) che insieme ai monti Bakony, ed alle colline di Vértes formano le montagne del Transdanubio.
Il lago è un bacino endoreico con una lunghezza di circa 10,8 km ed una larghezza che varia tra 1,5 e 3,5 km. A parte alcuni piccoli immissari la sua esistenza è legata alle piogge che ne costituiscono la principale alimentazione. Da questa situazione consegue che il lago è soggetto nel tempo a variazioni della sua altezza legate ai cicli climatici. Nel 1993 a causa delle siccità degli anni precedenti il lago si era ritirato di circa 50 metri dalle attuali sponde arrivando ad una profondità di soli 72 cm. Negli anni successivi a seguito di lavori di ripristino ed alimentazione artificiale d'acqua il lago è stato riportato ad una altezza media di circa 160 cm.
La bassa profondità dei fondali, unita all'elevato soleggiamento, fanno del lago di Velence uno dei laghi più caldi d'Europa: in estate la temperatura dell'acqua arriva intorno ai 26 - 28 °C.
Le condizioni climatiche favoriscono lo sviluppo di piante che ben si adattano alle aree paludose, fra queste la Phragmites australis, o cannuccia di palude, di cui è ricoperto circa un terzo del lago di Valence.
Nella zona del lago sono presenti due aree naturali protette:
- La Riserva di uccelli del lago di Velence (420 ettari)
- Il pantano di Dinnyés (539 ettari).

La Riserva ornitologica si trova nella zona a ovest del lago, fra il lago stesso, la ferrovia che collega Budapest con Székesfehérvár e l'Autostrada M7. Il pantano di Dinnyés e poco più a sud separato dalla riserva dal terrapieno della suddetta ferrovia. Le specie che popolano la zona sono gli aironi minori, aironi bianchi e spatole che vivono nei canneti, o sulle rive del lago.

## Storia
Il nome Velence risale al XV secolo ed è da attribuirsi ad uno storico italiano, Antonio Bonfini, vissuto in quel periodo, che scrisse una biografia del re Mattia Corvino. Il nome è da mettere in relazione con gli abitanti del Veneto che si stabilirono lì in quel tempo, dato che Velence in ungherese significa, appunto, Venezia.
Il 29 settembre 1848 a nord del lago, presso il paese di Pákozd, si ebbe la prima vittoria nella battaglia degli ungheresi contro gli Asburgo per la libertà dell'Ungheria. Una targa commemorativa della battaglia si trova nella chiesa di Sukoró, mentre sulla riva nord del lago un Obelisco riporta le scene della battaglia.

## Località
Le località principali che si trovano sulle rive del lago o nelle immediate vicinanze sono:
- Velence
- Kápolnásnyék
- Gárdony
- Pákozd
- Sukoró

A circa 15 km si trova la città di Székesfehérvár (in italiano Albareale) capoluogo della contea di Fejér.